# 福尔克·布菲耶
福尔克·布菲耶（德語：Volker Bouffier，1951年—），德国政治人物，德国基督教民主联盟成员。2010年8月至今，担任黑森州州长。

## 生平
1951年，福尔克·布菲耶生于德国黑森州吉森县吉森市。2010年7月至今，担任黑森州基民盟主席。1999年至2010年，担任黑森州内政和体育部部长。